# Teide 1

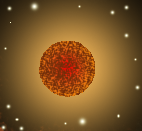
Visió artística de Teide 1.

Teide 1 va ser la primera nana marró identificada. Està situada a uns 400 anys llum de la Terra. Va ser identificada l'any 1995.
La seva massa, de 55 MJ o 0,052 M☉ posa Teide 1 per sobre del límit convencional, adoptada per la massa dels planetes (13 MJ), però inferior a la de la massa d'una nana vermella (0,08 M☉). El seu radi és dues vegades el de Júpiter o una cinquena part del radi solar. Té una temperatura superficial de 2.200 K, menys de la meitat que la del Sol. La seva lluminositat equival a una mil·lèsima de la del Sol. L'edat de l'estrella s'estima en 120 milions d'anys.